# Crazy Love (álbum)
Crazy Love es el cuarto álbum de estudio del cantante canadiense Michael Bublé. Tras solamente tres días de haber sido puesto a la venta, el álbum se posicionó en la cima del Billboard 200 vendiendo 132 000 copias, de acuerdo a Nielsen SoundScan, convirtiéndose en el segundo álbum de Bublé en ser número #1. Pasó toda su primera semana en la primera posición, incluso aumentó sus ventas a 203 000 copias, quedándose nuevamente en el primer lugar la segunda semana. En Australia, el álbum debutó en el n.º 1 del ARIA Albums Chart y estuvo por seis semanas no consecutivas en el primer puesto. Ha sido certificado con 5× platino. En el Reino Unido, Crazy Love encabezó las listas de los álbumes más vendidos, y en la actualidad ha vendido más de 2.4 millones de copias, siendo certificado con 8× Platino por la BPI. El álbum fue lanzado el 19 de octubre de 2009. En la versión 53° de los Grammy Awards (2010), el álbum ganó un premio en la categoría Best Traditional Pop Vocal Album.

## Lista de canciones
| Standard edition |                                                                          |          |  |
| N.º              | Título                                                                   | Duración |  |
| 1.               | «Cry Me a River»                                                         | 4:14     |  |
| 2.               | «All of Me»                                                              | 3:07     |  |
| 3.               | «Georgia on My Mind»                                                     | 3:08     |  |
| 4.               | «Crazy Love»                                                             | 3:31     |  |
| 5.               | «Haven't Met You Yet»                                                    | 4:05     |  |
| 6.               | «All I Do Is Dream of You»                                               | 2:32     |  |
| 7.               | «Hold On»                                                                | 4:05     |  |
| 8.               | «Heartache Tonight»                                                      | 3:52     |  |
| 9.               | «You're Nobody Till Somebody Loves You»                                  | 3:07     |  |
| 10.              | «Baby (You've Got What It Takes)» (junto a Sharon Jones y The Dap-Kings) | 3:20     |  |
| 11.              | «At This Moment»                                                         | 4:35     |  |
| 12.              | «Stardust» (junto a Naturally 7)                                         | 3:13     |  |
| 13.              | «Whatever It Takes» (junto a Ron Sexsmith, bonus track)                  | 4:35     |  |